# 75 Pułk Piechoty (II RP)
75 Pułk Piechoty (75 pp) – oddział piechoty Armii Wielkopolskiej i Wojska Polskiego II RP.

## Formowanie i zmiany organizacyjne
Naczelne Dowództwo Wojska Polskiego wydało 4 lutego 1919 rozkaz nr 54 Sztabu Generalnego o powołaniu górnośląskiego 7 batalionu strzelców, który miał być formowany w Częstochowie. Ostatecznie formację utworzono 20 II 1919, jednak nie osiągnęła ona kompletnego stanu, składając się z 2 kompanii piechoty i plutonu łączności.
W kwietniu tego roku na bazie batalionu zorganizowany został 1Pułk Strzelców Bytomskich. 17 maja major Roman Witorzeniec podpisał pierwszy rozkaz dzienny. 10 marca 1920 oddział przemianowany został na 167 bytomski pułk piechoty i włączony w skład VII Brygady Rezerwowej. Dowództwo pułku 12 marca objął tymczasowo porucznik Paweł Urban, dowódca I batalionu. 
Po zakończeniu wojny polsko-bolszewickiej jednostka wróciła w Poznańskie, gdzie 9 listopada 1920 w Mątwach ogłoszono demobilizacje pułku bytomskiego. Byli żołnierze jednostki brali udział w III powstaniu śląskim; walcząc pod Praszką, Gorzowem, Olesnem i Dobrodzieniem. 23 czerwca 1921 wkroczyli do Chorzowa (wówczas Królewskiej Huty).
W 1921 jednostka przemianowana została po raz ostatni na 75 pułk piechoty i podporządkowana dowódcy nowo powstałej 23 Górnośląskiej Dywizji Piechoty.

## Działania zbrojne 1919-1920
W nocy 22/23 czerwca 1919 pułk przeszedł chrzest bojowy, skutecznie broniąc Wieruszowa przed oddziałami Grenzschutzu (walki do 26 czerwca). 18 października 1919 w celu ochrony pogranicza z Niemcami przed oddziałami Grenzschutzu został przeniesiony pod Sosnowiec, gdzie podlegał bezpośrednio Dowództwu Frontu Górnośląskiego. 9 lutego generał Józef Haller wyznaczył 1 Pułk Strzelców Bytomskich do przejęcia przyznanych Polsce części powiatów sycowskiego i namysłowskiego, w związku z czym komendę nad pułkiem przejęło Dowództwo Frontu Wielkopolskiego.
Kolejne walki żołnierze pułku stoczyli dopiero rok później, w czasie wojny polsko-bolszewickiej: 2 czerwca 1920 pokonali bolszewików pod Rybczanami i 3 czerwca opanowano Czarty, Tarnówkę i Słobodę (prawdopodobnie gdzieś na Białorusi). W tym czasie pułk wchodził w skład 1 Armii gen. Gustawa Zygadłowicza. Razem z innymi siłami polskimi żołnierze ppłk. Władysława Langera (objął 167 pułk 7 czerwca) przeszli szlak bojowy od rzeki Auty (porażka w walce 4–6 lipca z 4 Armią) do obrony Warszawy i kontrofensywy wojsk polskich (pułk wyzwolił Pułtusk i Ostrołękę).
22 czerwca 1920 167 pułk piechoty obsadził III i IV batalionem odcinek frontu nad Autą od Szczałkun do Tupiczyny. Stanowiska polskie składały się z okopów na wzgórzach na zachodnim brzegu Auty, częściowo osłoniętych zasiekami z drutu kolczastego. Druga linia obrony, przygotowywana dopiero przez saperów, biegła w odległości 2,5 km od rzeki. Pierwszą linię obsadził III batalion por. Bończyka wzmocniony kompanią IV batalionu. Nad samym brzegiem Auty rozmieszczone zostały placówki z karabinami maszynowymi. W odwodzie pozostawał IV batalion. I batalion pułku stanowił odwód VII Brygady Rezerwowej, a II batalion został wcześniej rozwiązany po stratach poniesionych w walkach nad Berezyną. Obronę wspierały 3 i 9 baterie 8 pułku artylerii polowej. Na lewym skrzydle pułk sąsiadował ze 159 pułkiem piechoty, na prawym z oddziałami IX Brygady Piechoty.
4 lipca 1920 wojska Frontu Zachodniego Michaiła Tuchaczewskiego rozpoczęły natarcie. Artyleria sowieckiej 15 Armii zniszczyła zasieki przed okopami 167 pułku piechoty, a sowiecka piechota parła do przodu, nie zważając na straty. Po trzech godzinach walk 9 i 12 kompania przeszły do działań opóźniających w kierunku Filipowa. Wykonywano też kontrataki. W czasie walk polegli dowódcy kompanii, a dowodzenie przejęli podoficerowie.
Jeszcze przed południem oddziały 16 Dywizji Strzelców opanowały Filipowo. Wykonujące kontratak odwodowe kompanie IV batalionu zaległy w silnym ogniu przeciwnika. Sukces odniosła na lewym skrzydle tylko 16 kompania. Odzyskała nawet fragment pierwszej linii obrony. Jednak w prawe skrzydło pułku uderzyła 33 Dywizja Strzelców, która wcześniej zepchnęła na zachód polską IX Brygadę Piechoty i doszła do stanowisk baterii 8 pułku artylerii polowej. Do walki włączyli się wszyscy żołnierze. Bił się pluton łączności, gońcy i oficerowie dowództwa pułku.
Dzięki temu umożliwiono bateriom odwrót za Mniutę.
O 13.00 kpt. Langner wydał rozkaz odwrotu, a osłaniała 16 kompanii pchor. Witolda Obidowieża. Oddział osłony niemal w całości wyginął, a ciężko rannego pchor. Obidowicza uratował przed dobiciem dowódca dywizjonu artylerii 16 Dywizji Strzelców. Wieczorem pozostałości 167 pułku piechoty zajęły stanowiska nad Mniutą.

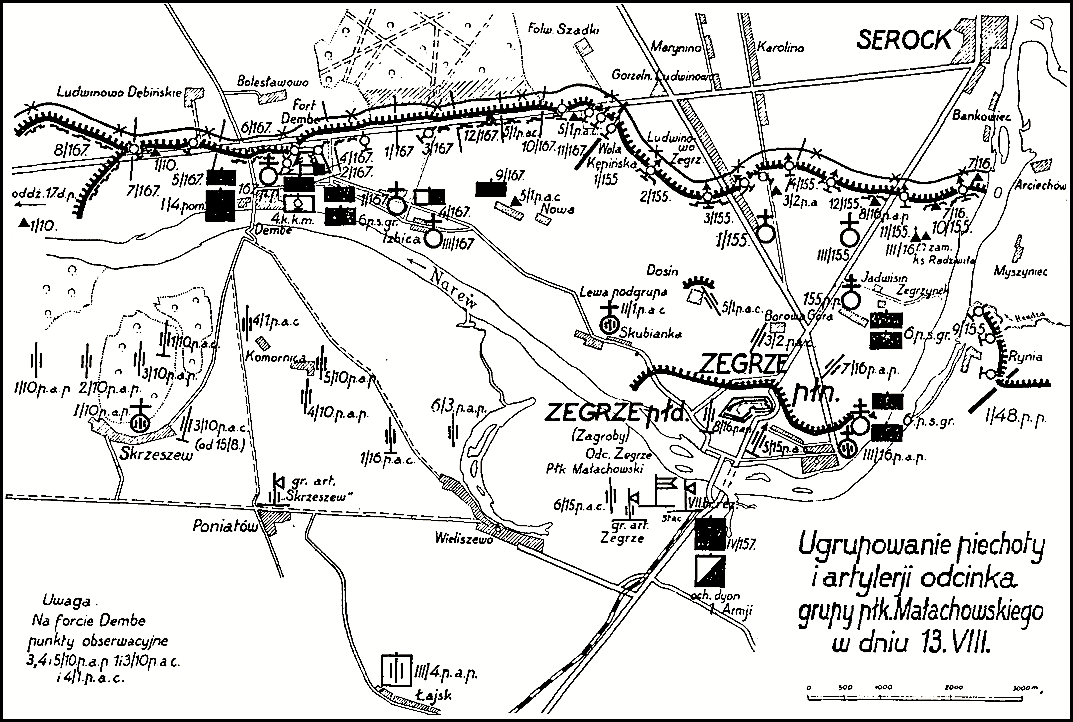
Ugrupowanie piechoty i artylerii w rejonie Dębe – Zegrze 13 sierpnia 1920

Latem 1920 Dębe było umocnionym przyczółkiem mostowym na prawym brzegu Narwi. Stanowiło ważny punkt obronny trójkąta Modlin – Zegrze – Warszawa. Obrona oparta była na umocnieniach fortu i liniach dawnych niemieckich okopów chronionych zasiekami z drutu kolczastego. Załogę stanowił 167 pułk piechoty ppłk. Władysława Langnera. Zreorganizowany w Jabłonnie pułk 13 sierpnia liczył około 2800 żołnierzy i posiadał 50 ckm-ów. Wsparcie artyleryjskie na przedmościu zapewniały trzy baterie 10 pułku artylerii polowej.
O świcie 14 sierpnia broniące przedmościa oddziały polskie zostały zaatakowane przez oddziały sowieckiej 6 Dywizji Strzelców. Dwa kolejno następujące po sobie ataki zostały odparte na linii zasieków celnym ogniem artylerii polskiej. Po tym niepowodzeniu przeciwnik przeszedł do obrony i okopał się w odległości około dwóch kilometrów od polskich stanowisk. 15 sierpnia wieczorem na fort „Dębe” uderzyły oddziały 56 Dywizji Strzelców, a artyleria sowiecka ostrzelała most na Narwi. Przez całą noc z 15 na 16 sierpnia trwały zacięte walki.

### Kawalerowie Virtuti Militari
| Żołnierze pułku odznaczeni Krzyżem Srebrnym Orderu Wojskowego Virtuti Militari za wojnę 1918–1920 dekretem Naczelnego Wodza z 24 listopada 1922: | Żołnierze pułku odznaczeni Krzyżem Srebrnym Orderu Wojskowego Virtuti Militari za wojnę 1918–1920 dekretem Naczelnego Wodza z 24 listopada 1922: | Żołnierze pułku odznaczeni Krzyżem Srebrnym Orderu Wojskowego Virtuti Militari za wojnę 1918–1920 dekretem Naczelnego Wodza z 24 listopada 1922: |
| --- | --- | --- |
| śp. pchor. Józef Babiak | kpt. Karol Brandys | kpt. Bolesław Dobrzański |
| ppor. Stanisław Hałaczkiewicz | ppor. Witold Obidowicz | sierż. Stanisław Tomczak |
| śp. chor. Franciszek Wawrok | | |

## Pułk w okresie pokoju

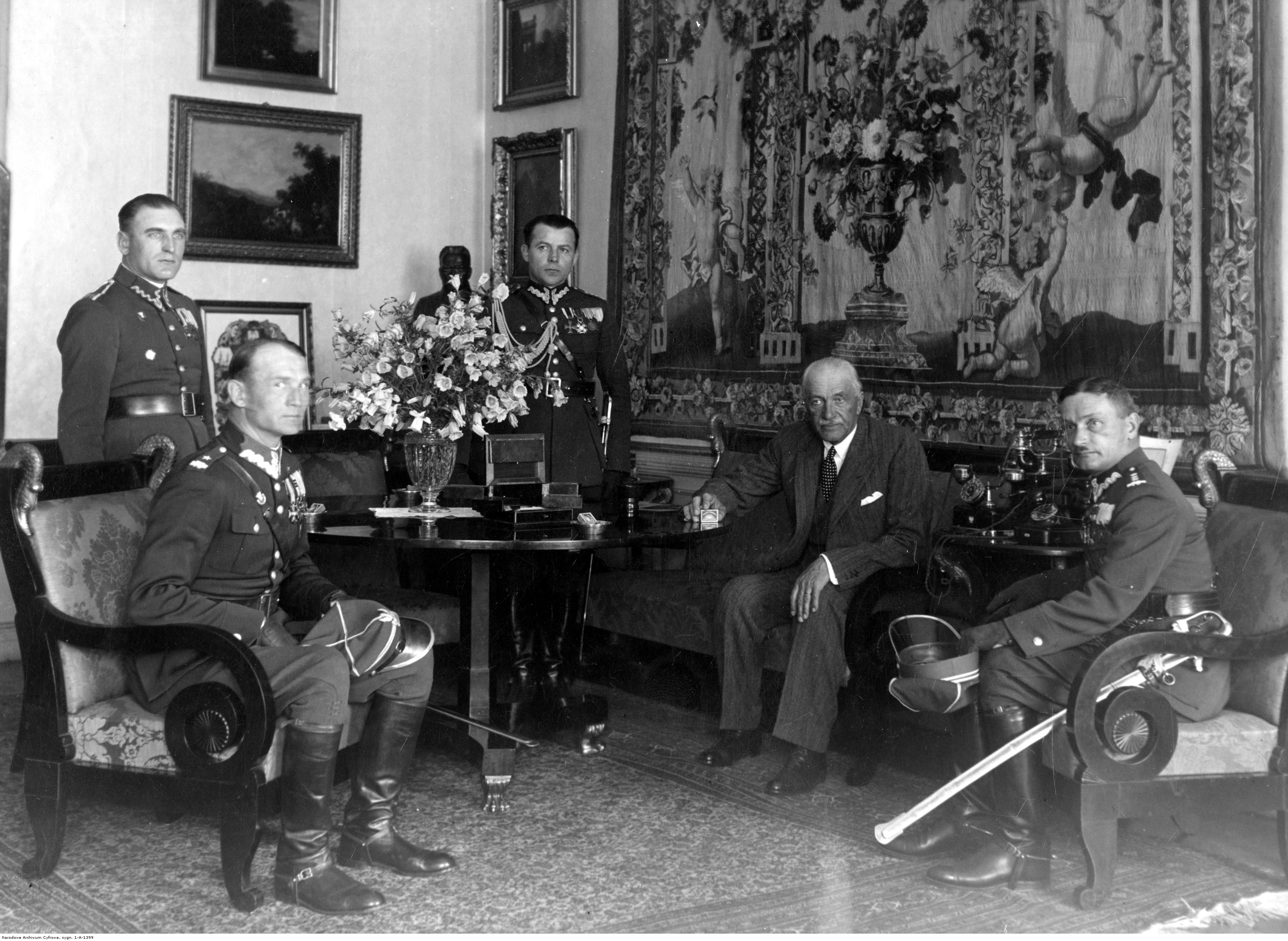
Delegacja 75 pp na audiencji u prezydenta RP Ignacego Mościckiego 11 maja 1934; płk Wacław Klaczyński pierwszy z prawej

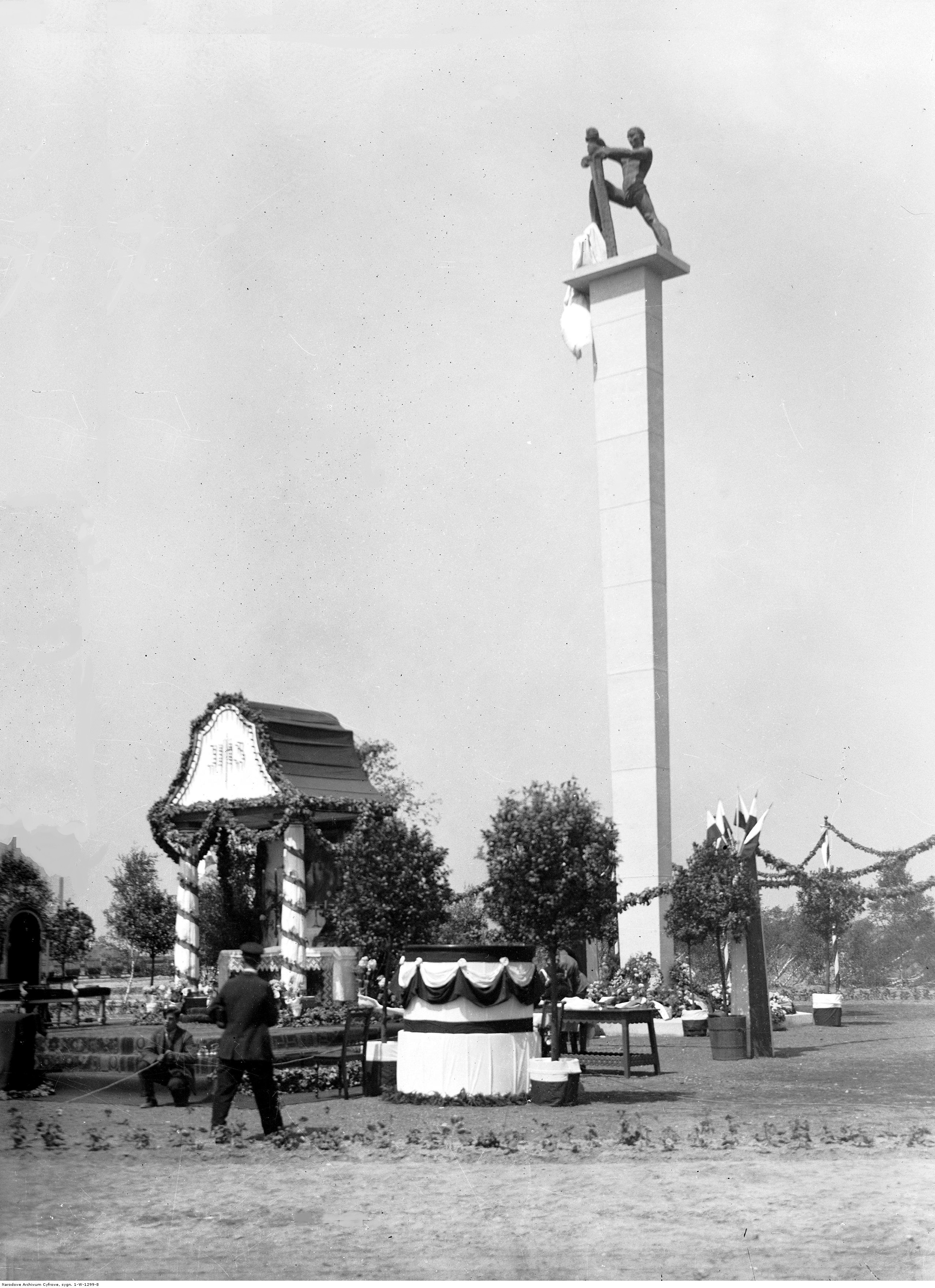
Pomnik ku czci poległych żołnierzy 75 pp w Chorzowie; ołtarz polowy

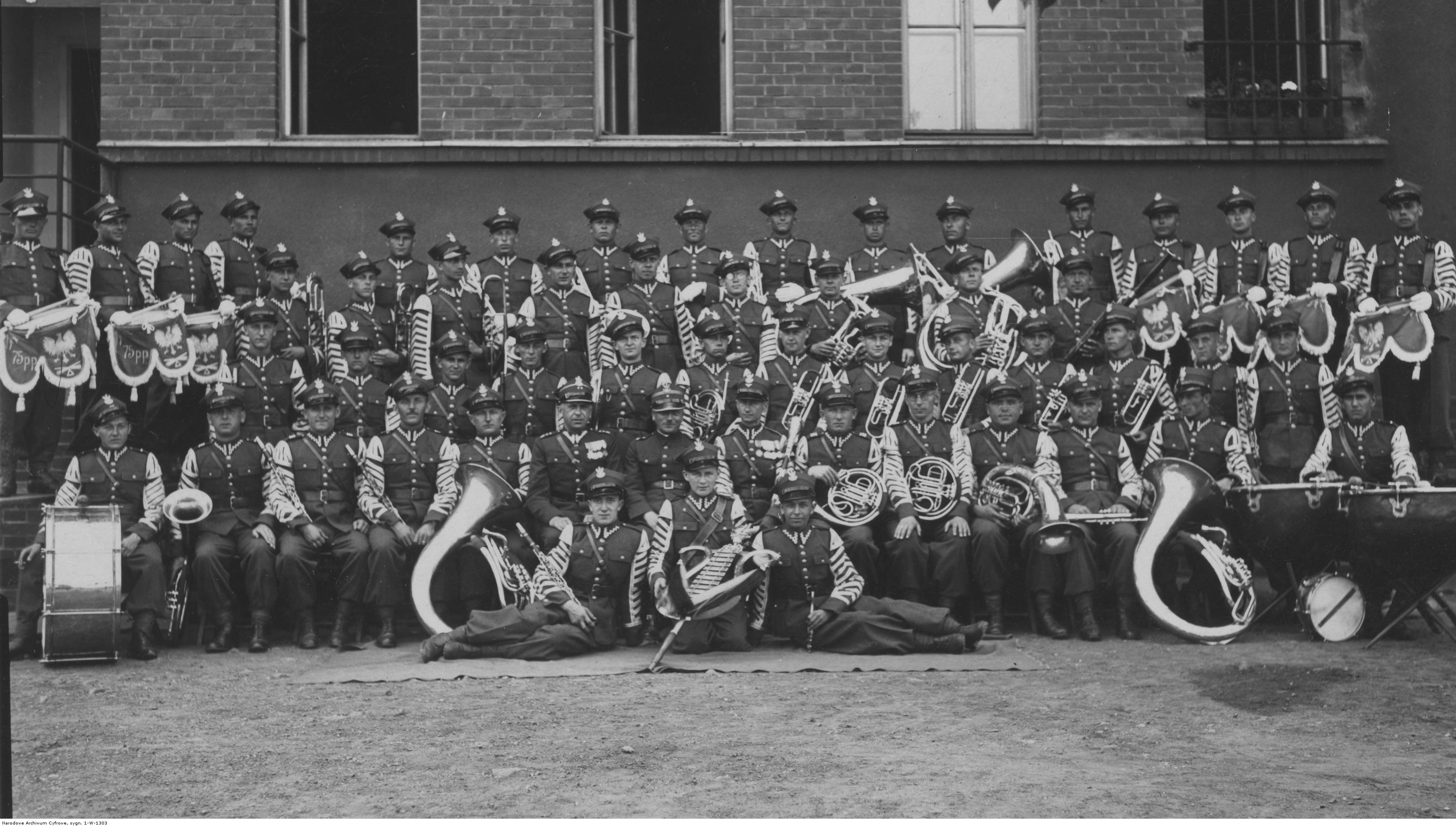
Orkiestra 75 pułku piechoty; 1939 r.

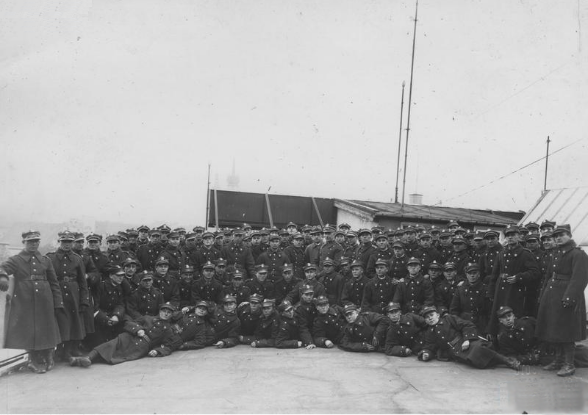
Żołnierze 75 pp na dachu Pałacu Prasy w Krakowie (1933).

Dowództwo pułku i II batalion stacjonowało w garnizonie Królewska Huta, I batalion w Rybniku, a III batalion w Wielkich Hajdukach (od 1 IV 1939 Chorzów-Batory). 2 listopada 1928 Hajduki Wielkie włączone zostały do garnizonu Królewska Huta. 22 listopada 1934 roku Minister Spraw Wojskowych zmienił nazwę garnizonu „Królewska Huta” na „Chorzów”.
Od 30 listopada 1920 roku pułk wchodził w skład 23 Rezerwowej Dywizji Piechoty, która później została przemianowana na 23 Górnośląską Dywizję Piechoty.
14 maja 1922 w Biedrusku marszałek Józef Piłsudski wręczył pułkowi sztandar ufundowany przez społeczeństwo Poznania.
19 maja 1927 roku Minister Spraw Wojskowych marszałek Polski Józef Piłsudski ustalił i zatwierdził dzień 2 czerwca, jako datę święta pułkowego. Pułk obchodził swoje święto w rocznicę bitwy pod Rybczanami stoczonej w roku 1920.
Na podstawie rozkazu wykonawczego Ministerstwa Spraw Wojskowych do Departamentu Piechoty o wprowadzeniu organizacji piechoty na stopie pokojowej PS 10-50 z 1930 roku, w Wojsku Polskim wprowadzono trzy typy pułków piechoty. 75 pułk piechoty zaliczony został do typu III pułków piechoty o stanach zbliżonych do wojennych. Na czas wojny przewidywany był do działań osłonowych. Corocznie otrzymywał około 1010 rekrutów. Jego obsadę stanowiło 68 oficerów i 2200 podoficerów i żołnierzy.
| Obsada personalna i struktura organizacyjna w marcu 1939 | Obsada personalna i struktura organizacyjna w marcu 1939 |
| Stanowisko                                               | Stopień, imię i nazwisko                                 |
| Dowództwo, kwatermistrzostwo i pododdziały specjalne     | Dowództwo, kwatermistrzostwo i pododdziały specjalne     |
| -------------------------------------------------------- | -------------------------------------------------------- |
| dowódca                                                  | płk dypl. Stanisław Antoni Habowski                      |
| I z-ca dowódcy                                           | ppłk Albin Edward Rogalski                               |
| adiutant                                                 | kpt. Sylwester Gośliński                                 |
| starszy lekarz                                           | mjr dr Adam Władysław Helczyński                         |
| młodszy lekarz                                           | ppor. lek. Eugeniusz Marian Lesiecki                     |
| II z-ca dowódcy (kwatermistrz)                           | mjr Jan Ciołkosz                                         |
| oficer mobilizacyjny                                     | kpt. Karol Erazm Wajda                                   |
| z-ca oficera mobilizacyjnego                             | kpt. Stefan Leon Kurkowski                               |
| oficer administracyjno-materiałowy                       | kpt. Stanisław Wojciech Cycoń                            |
| oficer gospodarczy                                       | kpt. int. Józef Dzieża                                   |
| praktyka u oficera gospodarczego                         | kpt. adm. (piech.) Bolesław Ryziński                     |
| oficer żywnościowy                                       | por. Edward Kierys                                       |
| oficer taborowy                                          | vacat                                                    |
| kapelmistrz                                              | por. adm. Mieczysław Śleszyński                          |
| dowódca plutonu łączności                                | por. Stefan Podebry                                      |
| dowódca plutonu pionierów                                | kpt. Kazimierz Józef Timmel                              |
| dowódca plutonu artylerii piechoty                       | kpt. art. Jan Kostrzyca                                  |
| dowódca plutonu ppanc.                                   | por. Bernard Drzyzga                                     |
| dowódca oddziału zwiadu                                  | por. Henryk Paweł Sznajderski                            |
| I batalion                                               |                                                          |
| dowódca batalionu                                        | mjr Stanisław Czerwiński                                 |
| adiutant batalionu                                       | kpt. Mieczysław Florian Malak                            |
| pomocnik dowódcy baonu ds. gosp.                         | por. Michał Studziński                                   |
| lekarz batalionu                                         | por. Mieczysław Gadzinowski                              |
| dowódca 1 kompanii                                       | kpt. Marceli Kazimierz Michalski                         |
| dowódca plutonu                                          | ppor. Stanisław Michał Rejman                            |
| dowódca 2 kompanii                                       | kpt. Jan Franciszek Kotucz                               |
| dowódca plutonu                                          | ppor. Otto Roczniok                                      |
| dowódca plutonu                                          | ppor. Ignacy Socha                                       |
| dowódca 3 kompanii                                       | por. Bolesław Antoni Piotrowski                          |
| dowódca plutonu                                          | ppor. Arendt Czesław                                     |
| dowódca 1 kompanii km                                    | kpt. Stanisław Stachorowicz                              |
| dowódca plutonu                                          | por. Kazimierz Ogrodowski                                |
| dowódca plutonu                                          | por. Edward Karol Jędrzejowski                           |
| II batalion                                              |                                                          |
| dowódca batalionu                                        | mjr Józef Tadeusz Suchodolski                            |
| dowódca 4 kompanii                                       | por. Stanisław Piecuch                                   |
| dowódca plutonu                                          | ppor. Mieczysław Filkiewicz                              |
| dowódca 5 kompanii                                       | kpt. Władysław II Jankowski                              |
| dowódca plutonu                                          | ppor. Wacław Czosnek                                     |
| dowódca plutonu                                          | ppor. Józef Urbaniak                                     |
| dowódca plutonu                                          | chor. Stanisław Kasprzak                                 |
| dowódca 6 kompanii                                       | mjr Lucjan Grott                                         |
| dowódca plutonu                                          | ppor. Konstanty Barzyck                                  |
| III batalion                                             |                                                          |
| dowódca batalionu mjr                                    | Tadeusz Jan Chodorowski                                  |
| dowódca 7 kompanii                                       | mjr Witold Obidowicz                                     |
| dowódca plutonu                                          | por. Franciszek Widuch                                   |
| dowódca 8 kompanii                                       | kpt. Stanisław Miecznikowski                             |
| dowódca plutonu                                          | ppor. Władysław Marcinkowski                             |
| dowódca plutonu                                          | ppor. Władysław Stempurskl                               |
| dowódca 9 kompanii                                       | mjr Stanisław Dardziński                                 |
| dowódca plutonu                                          | ppor. Krzysztof Stanisław Dzik                           |
| dowódca plutonu                                          | ppor. Alfred Ludwik Poloczek                             |
| dowódca 3 kompanii km                                    | kpt. Tadeusz Walenty Pawełczak                           |
| IV batalion                                              |                                                          |
| dowódca batalionu                                        | mjr piech. Władysław II Wierzbicki                       |
| adiutant batalionu                                       | kpt. adm. (piech.) Jan I Moraczewski                     |
| dowódca 4 kompanii km                                    | kpt. Marian Metelski                                     |
| 75 obwód przysposobienia wojskowego „Chorzów”            |                                                          |
| kmdt obwodowy PW                                         | mjr piech. Stanisław Wideł (*)                           |
| kmdt powiatowy PW „Chorzów”                              | kpt. piech. Kazimierz Jan Paszki (*)                     |
| kmdt powiatowy PW „Świętochłowice”                       | por. kontr, piech. Hussakowski (*)                       |
| kmdt powiatowy PW „Katowice II”                          | kpt. adm. (piech.) Marian Tulak (*)                      |

## 75 pp w kampanii wrześniowej

### Mobilizacja
W związku z narastającym zagrożeniem polityczno-wojskowym ze strony III Rzeszy Niemieckiej, 15 marca 1939 w jednostkach nadgranicznych Okręgów Korpusów nr V zarządzono ich wzmocnienie poprzez powołanie rezerwistów na dodatkowe ćwiczenia, zwiększając przy tym stany osobowe jednostek piechoty w rejonach pogranicznych. Rozkazem dowódcy OK V również wzmocnienie stanów osobowych dotyczyło 75 pułku piechoty jak i całej 23 Dywizji Piechoty. Wzmocnienie odbyło się drogą rotacyjnego powołania rezerwistów na kilkutygodniowe ćwiczenia. 75 pp osiągnął stan osobowy bliski 70% wojennego. Pierwsza wymiana rezerwistów odbyła się z końcem kwietnia 1939. Od czerwca żołnierze pułku włączyli się w prace fortyfikacyjne na planowanych stanowiskach obrony.  
24 sierpnia 1939 o godz.5.00 rozpoczęto na terenie miejscowości Górnego Śląska mobilizację alarmową w 75 pułku piechoty. 75 pp według tabeli planu mobilizacyjnego „W” miał nałożony obowiązek mobilizacji licznych pododdziałów w kilku miejscach równocześnie, w bardzo ograniczonym czasie i w dużej ilości mobilizowanych rezerwistów. W ramach mobilizacji alarmowej w grupie zielonej w Chorzowie: 
- dowództwo batalionu karabinów maszynowych specjalny nr III (IV/75 pp), w czasie Z+18,
- 4 kompanię karabinów maszynowych typ A, w czasie Z+18,
- 10 kompanię strzelecką, w czasie Z+18,
- 12 kompanię strzelecką, w czasie Z+18,
- kompanię karabinów maszynowych przeciwlotniczych typ B nr 512 (z dodatkowymi dwoma plutonami), w czasie Z+30.

W ramach tej samej grupy w Goduli:
- 5 kompanię karabinów maszynowych typ B, w czasie Z+18,
- 11 kompanię strzelecką, w czasie Z+18.

W ramach grupy niebieskiej w Chorzowie mobilizował:
- 75 pp bez I batalionu, w organizacji wojennej na etatach wojennych, w czasie od A+18 do A+24.

W ramach grupy niebieskiej w Rybniku:
- I batalion 75 pułku piechoty, w czasie A+18,
- batalion piechoty typ specjalny nr 55 (I rzut) (na bazie batalionu ON „Rybnik”), w czasie A+24[31].

Po pobraniu sprzętu z magazynów w koszarach dalsza mobilizacja III batalionu odbywała się w Wielkich Hajdukach. Mobilizacja III batalionu km spec., pokojowego IV batalionu 75 pp odbywała się w koszarach kompanijnych obok obiektów fortyfikacyjnych przewidzianych do obsadzenia. Mobilizacja przebiegła bardzo sprawnie i zgodnie z planem. 25 sierpnia III batalion bez 8 kompanii strzeleckiej z plutonem ckm oraz dowództwo 75 pp przegrupowano do Siemianowic. I batalion pułku wraz z 55 batalionem piechoty spec.(III batalion 203 pułku piechoty) oraz 5 bateria 23 pułku artylerii lekkiej weszły w skład Oddziału Wydzielonego „Rybnik” pod dowództwem mjr. Władysława Mażewskiego, który wyłączony został czasowo ze składu macierzystego pułku i dywizji, a wszedł w podporządkowanie Grupy Operacyjnej „Bielsko”.  OW „Rybnik” z racji lokalizacji garnizonów stanowił przesłonę pozycji 6 Dywizji Piechoty pod Pszczyną wchodzącej w skład Grupy Operacyjnej „Bielsko”, w chwili wybuchu wojny podlegał dowódcy OW „Ignacy” z 6 DP. Po wypełnieniu zadań osłony i obronie przejściowej Rybnika i Żor miał przejść w rejon południowego zgrupowania obronnego Grupy Operacyjnej „Śląsk” gen. bryg. Jana Jagmin-Sadowskiego w Kobiórze. Pozostała część 75 pp pozostała w składzie części 23 DP jako odwód dowódcy GO „Śląsk”.  

### Działania bojowe
W czasie kampanii wrześniowej 1939 pułk walczył w składzie macierzystej 23 Górnośląskiej Dywizji Piechoty, która była jedną z wielkich jednostek należących do Grupy Operacyjnej „Śląsk”. Dowódca grupy gen. bryg. Jan Jagmin-Sadowski podlegał dowódcy Armii „Kraków”.

#### Walki w obronie Śląska
W ostatniej dekadzie sierpnia 1939 formacje Straży Granicznej, wsparte plutonami strzeleckimi wzmocnienia, policjanci oraz oddziały Samoobrony Powstańczej prowadziły utarczki i walki z grupami niemieckich dywersantów w rejonie przygranicznym. Formacje WP podjęły działania bojowe z przekraczającymi granicę grupami dywersyjnymi praktycznie od 31 sierpnia i nocy poprzedzającej bezpośrednio wybuch działań wojennych. W nocy 31 sierpnia na 1 września niemieckie oddziały dywersyjne tak zwane Freikorps Ebbinghaus zaatakowały wybrane zakłady przemysłowe, które znajdowały się w pasie obrony oddziałów mobilizowanych przez 75 pułk piechoty. Do walki z dywersją niemiecką były kierowane głównie pododdziały odwodowe. Jako pierwszy do walki został skierowany I pluton 4 kompanii strzeleckiej II batalionu 75 pp. 1 września tuż po północy I/4/75 pp przystąpił do walki, do godzin porannych rozbił on w rejonie Czarnego Lasu silną grupę dywersyjną. W nocy 31 sierpnia na 1 września 1939 w Michałkowicach teren kopalni „Michał” zajęła niemiecka grupa dywersyjna Freikorps Ebbinghaus liczącą około 100 osób, która zabarykadowała się w budynkach kopalni. Dywersanci uzbrojeni byli w broń palną, granaty oraz specjalne sprężyny zakończone śrubami. Z Chorzowa do Michałkowic skierowano do walki II pluton 7 kompanii strzeleckiej, a następnie I/7 kompanii strzeleckiej i I/8 kompanii strzeleckiej. Pomimo użycia policyjnego samochodu pancernego natarcie plutonów III batalion zostało odparte. Ponowione uderzenie pod dowództwem mjr. Chodorowskiego również nie przyniosło powodzenia. Po przybyciu dowódcy pułku na teren kopalni przybyła część kompanii przeciwpancernej, która ogniem armat ppanc. zniszczyła stalowe bramy do kopalni i drzwi do budynków. Po rozbiciu bram i drzwi, teren kopalni opanowali strzelcy 7 i 8 kompanii strzeleckich. Wzięto do niewoli 60 dywersantów, a 50 zostało zabitych w walce. Szturmujące kompanie poniosły straty osobowe, wśród poległych byli ppor. Władysław Stępurski i ppor. Józef Biedal.  
I batalion 75 pp w składzie OW „Rybnik” miał zadanie bronić własnego miasta garnizonowego Rybnika. Wraz z I/75 pp Rybnika, broniła 7 kompania strzelecka wzmocniona plutonem ckm 55 batalionu piechoty (III/203 pp). Zniszczenia w pasie działania OW „Rybnik” wykonywała wysunięta do Żor 3 kompania 6 baonu saperów (zmotoryzowana) z 6 DP. W I rzucie obrony od strony zachodniej stanowiska zajęły: 1 kompanii strzelecka i większość 1 kompanii ckm (7 ckm)  I/75pp na pododcinku od mostu nad rzeką Ruda (na drodze do Wielopola) - Wawok - Maroko - do ul. Raciborskiej (wiadukt nad torem kolejowym). 1 kompania strzelecka 55 bp (7/203 pp) zajmowała stanowiska na pododcinku od szosy Rybnik - Rzuchów - Smolna - Kozie Góry do wieży ciśnień za dworcem kolejowym. Ckm umieszczono częściowo w schronach żelbetowych, budynkach, część w stanowiskach polowych, a 1/55 bp wzmocnił pluton ckm z kompanii ckm 55 bp. Obie kompanie I rzutu wspierał I pluton ppanc, kompanii ppanc 75 pp. Od strony północnej w rejonie Golejowa i Kamienia obronę zajęła 2 kompania strzelecka 75 pp wraz z 2 plutonem ckm (dwa ckm). Odwód na terenie koszar stanowiła 3 kompania strzelecka z IV plutonem ckm na taczankach. Plan zakładał w Rybniku prowadzenie obrony przejściowej, a następnie wycofanie się do Żor, gdzie obronę organizował 55 bp bez 1(7) kompanii strzeleckiej i plutonu ckm. Skąd ostatecznie oba bataliony miały wycofać się w rejon Kobióru. 1 września wcześnie rano stanowiska I/75 pp zostały niegroźnie zbombardowane. Następnie o godz.6.30 do Rybnika podjechały niemieckie oddziały 5 Dywizji Pancernej w składzie 14 pułku strzelców zmotoryzowanych i 15 pułku pancernego. Na miasto natarcie rozpoczął I batalion 15 pułku pancernego, wsparty pododdziałem piechoty z 14 pułku strzelców zmot. Niemiecka piechota wsparta czołgami uderzyła na 1 kompanię strzelecką i 1 kompanię ckm 75 pp, została powstrzymana ogniem broni ppanc. piechoty i ostrzałem broni maszynowej. W tym czasie w Rybniku ostrzał rozpoczęły niemieckie grupy dywersyjne ostrzeliwując saperów próbujących dokonać dalszych zniszczeń i wzniecając panikę wśród cywilnych uchodźców. Niemieckie czołgi dokonały obejścia ze skrzydła obrony i wdarły się do miasta, gdzie wsparte przez grupy dywersantów wyparły z niego część 3 kompanii zmotoryzowanych saperów 6 bsap. Opanowując miasto około godz.9.00. Na odcinek 7 kompanii 55 bp nie było prowadzone niemieckie natarcie czołgów i piechoty od frontu. Stanowiska kompanii zostały zaatakowane od strony centrum miasta z prawej strony, gdzie udało się przełamać obronę 1/75 pp i od tyłu pozycji. W trakcie zaciętych walk obrona I/75 pp w Rybniku została przełamana rozpoczęto odwrót około godz.10.00. Wyeliminowano z walki kilka czołgów niemieckich. Zniszczeniu uległa większość 1 kompanii strzeleckiej i część 1 kompanii ckm 75 pp, 2 i 3 kompanie strzeleckie oprócz walk z oddziałami niemieckimi toczyły walki z dywersantami w Rybniku i wokół miasta. 3/75 pp poniosła małe straty osobowe, 2/75 pp wycofała się bez strat. Większość 1 kompanii 55 bp po przełamaniu ich obrony wycofała się z Rybnika w kierunku Żor, dwie drużyny odeszły z I/75 pp do Kobióru. Poległo około 20 żołnierzy, wśród nich ppor. Henryk Rudawski i sierż. pchor. Jan Sznajder, kilkudziesięciu żołnierzy dostało się do niewoli, w tym wielu rannych. Do niewoli dostali się też kpt. Jan Kotucz, następnie rozstrzelany 6 września, ppor. Stefan Kulawik, ppor. Ignacy Glenc, ranny ppor. Herman Ficek. W trakcie dalszego odwrotu do niemieckiej niewoli dostało się wielu obrońców miasta z I/75 pp i 1 (7)/55 bp. Nastąpiły również dezercje pojedynczych żołnierzy na stronę wojsk niemieckich. Ostatecznie wieczorem 1 września i w nocy 1/2 września zebrał się I/75 pp bez większości 1 kompanii strzeleckiej w rejonie Kobióru. Oprócz strat osobowych batalion utracił 5 ckm, a wspierający I pluton ppanc. jedną armatę.        
W nocy z 1 na 2 września 75 pułk został przegrupowany w okolice Tychy, Podlesie. Rano 2 września pułk osiągnął las Mąkołowiec między szosą na Mrucki, a torem kolejowym. Dowódca 23 DP zamierał użyć 75 pp bez I/75 pp do kontrataku w las wyrski. Po krótkim odpoczynku pułk zajął stanowiska wyjściowe do natarcia o godz.10.00 wzdłuż toru kolejowego Tychy-Kobiór. Natarcie miały wspierać III dywizjon 23 pal i pociąg pancerny nr 54 „Groźny”. III/75 pp zajął stanowiska wyjściowe po lewej zachodniej stronie torów z 7 i 8 kompaniami strzeleckimi oraz trzema plutonami 3 kompanii ckm w I rzucie natarcia i 9 kompanią strzelecką i pozostałością 3 kompanii ckm w II rzucie. II/75 pp zajął stanowiska po wschodniej stronie torów w rejonie wzg.279,5 i miał nacierać w kierunku na Glinkę, Zuble, Żwaków. Czołowe kompanie obu batalionów weszły do lasu Wyry i w dalszym natarciu około godz.15.00 i nawiązały styczność bojową z czołowymi oddziałami niemieckimi. II/75 pp opanował Zuble, a III/75 pp opanował Glinkę. II/75 pp nacierał na Żwaków, a III/75 pp na północny zachód od Żwakowa. W czasie prowadzonego natarcia przez 75 pp, zarysował się kryzys obrony w Wyrach, które zostało utracone przez oddziały GO „Śląsk”, dlatego zdobycie Żwakowa miało duże znaczenie. II/75 pp przy wsparciu haubic III/23 pal podjął natarcie na Żwaków z rejonu Zubli. W odległości 300 metrów od Żwakowa natarcie batalionu zaległo w silnym ogniu broni maszynowej oddziałów niemieckich. Po wprowadzeniu wszystkich pododdziałów II batalionu do walki, 6 kompania strzelecka nacierała na prawym skrzydle batalionu wzdłuż toru kolejowego, 5 kompania strzelecka w centrum ugrupowania, a 4 kompania strzelecka na lewym skrzydle wzdłuż szosy Tychy-Kobiór. Szczególnie efektywnego wsparcia udzielił pociąg pancerny nr 54 skrzydłowej 6 kompanii. Natarcie II/75 pp zmusiło batalion niemiecki do odwrotu. Opanowano cele natarcia. III/75 pp zmusił do odwrotu z lasu Wyry pozostałe oddziały niemieckie 83 pp z 28 Dywizji Piechoty, do wieczora oczyszczał las z niemieckich niedobitków, nawiązano kontakt z walczącym w lesie wyrskim, częściowo w okrążeniu III batalionem 73 pułku piechoty, walczącym tu od nocy 1/2 września. Wieczorem II/75 pp po opanowaniu Żwakowa i dalszym natarciu, zatrzymał się 500 metrów od lizjery lasu i zajął tam stanowiska obronne. Przygotowywał się do dalszego natarcia nocnego. III/75 po zakończeniu oczyszczania lasu zajął stanowiska przy drodze polnej prowadzącej do Żwakowa i leśniczówki Wyry, na północny zachód od gajówki Wyry. Straty 75 pp w tym boju, to kilku poległych i zmarłych z ran i blisko 80 rannych.

#### Walki i działania odwrotowe
Zgodnie z rozkazem o odwrocie 3 września po północy pozostawiono w Żwakowie wzmocnioną 7 kompanię strzelecką, pułk wycofał się z poprzez Tychy, Mrucki, Giszowiec, Mysłowice, Wysoki Brzeg. Jako straż przednia maszerował II/75 pp, jako straż tylna 7 kompania strzelecka, która opuściła Żwaków, około godz.1.00.  Po przekroczeniu rzeki Przemszy, 75 pp zajął stanowiska wzdłuż rzek Przemszy i Bóbrka: II batalion od Niwki do Jęzora, a III batalion od Brzęczkowic do Wysokiego Brzegu. Dowództwo pułku stanęło w lesie Lubowiec koło wsi Dąbrowa, a wspierający pułk III/23 pal w Szczakowej. Podczas marszu nocnego kolumna pułku była ostrzeliwana przez niemieckich dywersantów. I batalion w nocy 2/3 września wycofał się z Kobióru wraz ze zgrupowaniem 201 pułku piechoty ppłk. Władysława Adamczyka. Zgrupowanie dotarło do Chełmka i około godz.18.00 I/75 pp zbierał się w we wsi Dąb w rozwidleniu Przemszy i Byczynki. Wieczorem 3 września I batalion dołączył do macierzystego pułku. Dowództwo II batalionu po chorym mjr. Tadeuszu Suchodolskim objął kpt. Kazimierz Jankowski, a 5 kompanię strzelecką ppor. Zbigniew Mierzwiński. W nocy 3/4 września podjęto dalszy marsz odwrotowy drogi rozpoznawał pluton kolarzy, jako straż przednia maszerowała 2 kompania ckm z II plutonem kompanii ppanc, jako ariergarda pułku maszerował III batalion. W Jerozolimie na przedmieściach Jaworza kolumnę pułku zasilił I batalion. Przez Chrzanów 75 pp dotarł do Regulic i Grojca. 
4 września 75 pp rozwinął III batalion na odcinku Regulice-Nieporaz, który bronił drogi Chrzanów-Alwernia. III/23 pal zajął stanowiska ogniowe w Nieporazie. I i II bataliony stanęły w odwodzie pomiędzy Grzmięczką, a Grojcem. W rejonie Płazy, Wygiełzowa zajmował stanowiska obronne 11 pułk piechoty. O godz.15.00 stanowiska obronne dwóch batalionów 11 pp, zostały zaatakowane przez niemiecki oddział pancerny z 5 DPanc. Pomimo twardej obrony oba bataliony zostały zepchnięte i zmuszone do wycofania się poza linie obronne 75 pp. Za 11 pp pojawiły się od szosy Bolęcin-Płaza oraz lasu majoratu Regulice zmotoryzowane i pancerne pododdziały niemieckie. Ostrzał prowadzony przez broń maszynową i broń przeciwpancerną zmusił pododdziały niemieckie do wycofania się. Doszło do wzajemnego ostrzelania pozycji obronnych 75 pp przez niemiecką artylerię i oddziałów niemieckich przez haubice 23 pal. III batalion odparł jeszcze dwa niemieckie natarcia, w międzyczasie obronę III/75 pp wsparł wycofany z Alwerni batalion forteczny „Niezdara” mjr. Józefa Ćwiąkalskiego. Planowany wspólny wypad na Alwernię batalionów „Niezdara” i III/75 pp nie doszedł do skutku. O godz.2.00 5 września 75 pp podjął marsz z Grojca na Kraków poprzez Sanka, Czułów, Mników, Cholerzyn, Kryspinów, Bielany. Ze względu na zmylenie drogi w trakcie marszu, pułk dotarł na peryferie Krakowa o godz.11.00. Tabor żywnościowy pułku pod osłoną kompanii zwiadowców udał się po prowiant do Krzeszowa. 75 pp zajął obronę na zachodnich krańcach Krakowa. III/75 pp zajął obronę na zachodnim skraju lasu wolskiego, II/75 pp zajął obronę w rejonie stacji kolejowej Mydlniki i w Olszanicy. Bataliony 75 pp miały za sąsiadów z prawej 1 batalion forteczny „Mikołów”, a z lewej III batalion km spec. (IV/75 pp). I/75 pp i dowództwo pułku stanęły w Woli Justowskiej jako odwód. Tu dokonano uzupełnienia istniejących pododdziałów.
O świcie 6 września podjęto kolejny marsz odwrotowy. 75 pp stanowił boczną kolumnę 23 DP i miał prowadzić odwrót poprzez Rakowice, Krzesławice, Kościelniki, Czernichów, gdzie pułk doszedł w południe i zatrzymał się na postój ubezpieczony. Następny marsz rozpoczęto około północy 7 września w trzech kolumnach batalionowych. Marsz był niezwykle wyczerpujący prowadzony był po piaszczystych polnych drogach oraz bezdrożach. Maszerowano w kierunku Grębocina, Mniszowa, Pławowic i Bobina. W kolumnie środkowej z II batalionem maszerowało dowództwo pułku i pułkowe pododdziały specjalne. Kolumna północna i środkowa połączyły się o świcie 7 września, razem weszły do kolonii Mniszów. Ustalono, że most w Mniszowie na rzece Szreniawa jest wysadzony, więc skierowano się do Pławowic, gdzie napotkano niemieckie czołgi. Kompania przeciwpancerna, pluton artylerii piechoty zajęły stanowiska ogniowe, a I i II bataliony zajęły stanowiska obronne. Niemieckie czołgi na widok rozwiniętego ugrupowania 75 pp wycofały się w kierunku Proszowic. 75 pp przeprawił się przez Szreniawę w kolejności: przybyły III batalion, I batalion, pododdziały pułkowe. Na przyczółku mostowym pozostał II batalion oraz pluton artylerii piechoty i kompania przeciwpancerna, które rozwinęły się od Gruszowa do Pławowic. Na drugim brzegu w rejonie Mysławczyc zajął obronę I batalion, a III batalion i III/23 pal stanęły w Bobinie jako odwód za Szreniawą. Rozwinięto się frontem w kierunku Proszowic, skąd dochodziły odgłosy walki. Nie doczekawszy się niemieckiego natarcia 75 pp odszedł w kierunku północno wschodnim przez Zysławice, Wojsławice i Donatkowice dochodząc do Dobiesławic o godz.10.30. 75 pp rozwinął się ponownie w obronie zajmując stanowiska obronne: I/75 pp w Stojanowicach, II/75 pp w Dobiesławicach, a III/75 pp jako odwód w Mejscu. Na tych stanowiskach pułk przebywał do wieczora.
Kolejnej nocy 7/8 września kontynuowano marsz przez Chrustowice i Ksany w kierunku przeprawy przez Nidę w Nowym Korczynie. W trakcie marszu płk dypl. Stanisław Habowski rozkazał, aby II batalion na wysokości Sanisławic i Winiar zajął stanowiska obronne zamykając widły rzek Nidy i Wisły przyczółkiem mostowym. W trakcie marszu 75 pp w Nowym Korczynie był lustrowany przez dowódcę armii gen. bryg. Antoniego Szyllinga i dowódcę grupy operacyjnej gen. bryg. Jana Jagmin-Sadowskiego. 8 września o godz.13.00 75 pp bez II batalionu doszedł do Nowego Korczyna i po przeprawianiu się przez most na Nidzie, zajął obronę na linii Nidy od Nowego Korczyna do Grotnik Dużych. Nowy Korczyn znalazł się pod ostrzałem niemieckiej artylerii. Od godz.23.00 75 pp rozpoczął się powolne wycofywanie się jako straż tylna w kierunku Pacanowa i Stopnicy. Osłona polegała na tym, że na kolejnych rubieżach poszczególne bataliony rozwijały się i zajmowały obronę przejściową, następnie wycofywały się na następną rubież poprzez stanowiska innego batalionu pułku. I batalion rozwinął się w Ostrowicach, III batalion na przedpolach Wełnina, II batalion w rejonie Solca. 9 września o godz.10.00 na stanowiska I/75 pp w Ostrowicach wspartych I plutonem kompanii ppanc uderzył niemiecki oddział piechoty zmotoryzowanej wsparty czołgami i motocyklistami. Stanowiska batalionu były atakowane przez niemieckie lotnictwo. Pomimo odparcia niemieckiego natarcia w Ostrowicach, oddziały niemieckie oskrzydliły I batalion i uderzyły na Wełnin. Broniący go III batalion ze wsparciem haubic 7/23 pal, dwukrotnie odparł natarcia niemieckich czołgów wspartych piechotą zmotoryzowaną oraz ogniem niemieckiej artylerii. O godz.12.30 I/75 pp wycofał się na następną pozycję obronną w Świniarach. III/75 pp odparł w międzyczasie trzecie natarcie niemieckie. Wykorzystując przerwę w walce dowódca pułku wydał rozkaz odskoku poszczególnym batalionom, w ślad za odchodzącą 23 DP. II/75 odszedł z Solca przez Włosnowice do Wójcza przed Pacanowem, I/75 pp dotarł do Świniar. Jako ostatni odszedł bez kontaktu z wrogiem III/75 pp z Wełnina do Biechowa. W Biechowie i okolicach zebrał się cały pułk na odpoczynek. Poległo w walkach z I i III batalionów około 20 żołnierzy, rannych było kilkudziesięciu żołnierzy. Po godz.21.00 podjęto dalszy marsz w kierunku Pacanowa z II batalionem w straży przedniej, za nim III i I bataliony. Po minięciu Pacanowa o północy prowadzono dalszy marsz bez styczności z oddziałami niemieckimi przez cały dzień 10 września. Maszerowano przez Sroczków, Beszową, Zrębin do rejonu Rudnik, gdzie pułk dotarł około godz.17.00. Żołnierze byli wyczerpani długim marszem. Pułk wraz z pozostałymi siłami 23 DP zajął obronę okrężną, na północ od Połańca, zlikwidowano część taborów.  
O północy 10/11 września 75 pp opuścił stanowiska pod Rudnikami, w dalszym ciągu maszerował jako straż tylna 23 DP. Do brzegu Wisły pod Baranowem pułk dotarł o godz.8.00 i oczekiwał w lesie na zakończenie budowy przepraw przez Wisłę. Do budowy przepraw skierowano ze składu 75 pp, plutony pionierów i przeciwgazowy. Gdy most dla przeprawy piechoty był gotowy, około godz.11.00 przeprawiono jako pierwszy 75 pp bez koni, armat przeciwpancernych i polowych, bez taczanek, biedek i taborów, tylko z bronią ręczną. 75 pp zajął obronę na drugim brzegu tworząc przedmoście. I/75 pp zajął obronę od strony północnej, III/75 pp na południowym wschodzie od wsi Skopane do Dymitrowa Dużego, II/75 pp zajął stanowiska w Baranowie. Około godz.18.00 przeprawiły się biedki, taczanki, z bronią ciężką, armaty ppanc i artyleria lekka i tabory. O zmroku rozpoczęto przeprawę pozostałych jednostek, na koniec oddziały bojowe GO „Śląsk”, broniące przeprawy. Rano 12 września zakończono przeprawę i mosty wysadzono. Do zniszczonych mostów podeszła niemiecka piechota, która otworzyła silny ogień z broni maszynowej zadając duże straty 2 kompanii strzeleckiej. W Baranowie pozostawiono jako osłonę i oddział opóźniający 4 kompanię strzelecką. Pułk wycofał się w ślad za oddziałami grupy poprzez Skopanie, Dąbrowicę, Chmielów, Cygany. Jako straż tylna maszerował III batalion i 5 bateria 23 pal. Po dojściu do Cygan 75 pp stanął na postój i odpoczynek.
Rano 13 września 75 pp wyruszył w dalszy marsz przez Jadachy, Klonów, Wydane do lasów majątku Grębów, gdzie dołączyła 4 kompania strzelecka i zarządzono postój. Po odpoczynku podjęto dalszy marsz o północy 13/14 września w kierunku Rozwadowa. Pułk stanowił ponownie straż tylną dywizji i na przeprawę przez San w Rozwadowie przybył jako ostatni. Po przekroczeniu Sanu w rejonie miejscowości Zdziary przeszedł do odwodu 23 DP, tu zarządzono postój i krótki odpoczynek. Przed świtem 15 września, 75 pp podjął marsz w kierunku Biłgoraja jako straż tylna dywizji. Jako pierwszy maszerował II batalion.

#### Dalsze walki na Lubelszczyźnie
Około godz.15.30 kolumna pułku osiągnęła Hutę Krzeszowską, około godz.16.30 w rejonie Huty Podgórnej maszerujący w straży tylnej pułku III/75 pp został silnie ostrzelany przez bron maszynową oddziału niemieckiego. Natychmiast rozwinięta do walki 8 kompania strzelecka wraz z plutonem ckm, śmiałym natarciem rozbiła oddział niemiecki, niszcząc jego środki ogniowe. W rejonie wsi Ciosm 8/75 pp dołączyła do macierzystego batalionu. III/75 pp i kompania zwiadu 75 pp zostały ostrzelane przez niemiecką artylerię, podczas chwilowego postoju, gdzie poniesiono straty. O zmroku 15 września pułk podjął dalszy marsz w kierunku Biłgoraja. 75 pp dotarł w lasy w okolicach Biłgoraja 16 września o świcie i przeszedł tam na całodzienny postój. W dalszą drogę ruszono o godz.23.00, kolumnę otwierał II/75 pp, a zamykał III/75 pp. Maszerowano szosą: Biłgoraj-Wola-Hedwiżyn-Zwierzyniec, gdzie pułk dotarł w późnych godzinach popołudniowych 17 września. Pułk zajął obronę mając w I rzucie rozwinięty III batalion z kompaniami 8 i 9 strzeleckimi i 3 ckm.      
17 września 75 pp przebywał na stanowiskach obronnych, porządkowano pododdziały po ostatnich walkach i przemarszach, czyszczono i naprawiano uzbrojenie. Stany bojowe w II i III batalionie to: 550-570 żołnierzy w I batalionie 280  żołnierzy. W pułku oprócz broni ręcznej znajdowało się: 31 ckm, 6 moździerzy, 9 armat ppanc. i dwie armaty polowe 75 mm. Pułk zachował całą swoją broń ciężką oprócz 5 ckm utraconych w boju o Rybnik. W nocy 17/18 września 23 DP opuściła rejon Zwierzyńca, pozostawiając 75 pp wraz z baterią artylerii do osłony swojego przemarszu na dotychczasowych stanowiskach. Rano 18 września pułk podjął marsz do wsi Obrocz, gdzie miał się ześrodkować. Do Obrocza nie dołączył III/75 pp, który podczas odchodzenia ze stanowisk został ostrzelany silnym ogniem z rejonu wsi Sochy i Szozdy. 8 kompania strzelecka w trakcie odchodzenia z pozycji stoczyła potyczkę z niemieckim podjazdem motocyklowym, przez co III/75 pp rozpoczął odmarsz o godz.10.00. W trakcie dalszego marszu batalion natknął się na niemiecką kolumnę piechoty z artylerią w rejonie wzgórza Terejki i gajówki Biały Słup. Niemiecka kolumna maszerująca równolegle do III batalionu rozwinęła się i otworzyła silny ogień z broni ręcznej. Rozkazem mjr. Tadeusza Chodorowskiego do natarcia wyruszyła 7 kompania strzelecka, jednak jej natarcie zostało załamane w ogniu niemieckim. Poniosła znaczne straty, wśród poległych byli ppor. Roman Płużka, ppor. Franciszek Lorenz, ppor. lek. Mirosław Mirecki i kilkunastu szeregowych. Niemieckie kontrnatarcie zepchnęło batalion w kierunku toru kolejowego. Do szturmu ruszyły wszystkie kompanie III batalionu, po początkowym powodzeniu ten szturm załamał się. Obronę batalionu wspierał działon z plutonu artylerii piechoty. W trakcie zaciętych walk poległ dowódca mjr Tadeusz Chodorowski, ppor. Władysław Pasternak, a także około 60 szeregowych. Utracono również armatę plutonu artylerii piechoty, moździerz i 2 ckm-y. Kompanie 8 i 9 strzeleckie, a także część 3 kompanii ckm przebiły się do lasu. Ranni pozostawieni przez batalion zostali według relacji ocalałego rannego ppor. Jerzego Benesza, zamordowani na polu walki. Dowództwo III batalionu objął kpt. Tadeusz Pawełczak. W lesie kompanie natknęły się na oddział niemiecki, po potyczce kompanie rozdzieliły się, jedna odskoczyła traktem Obrocz-Krasnobród, a druga traktem Krasnobród-Podklasztor. 
I batalion napotkał w marszu kolumnę niemieckiej piechoty podążającą na Zamość, batalion zajął stanowiska obronne i prowadził walkę ogniową. Rozkazem płk. dypl. Stanisława Habowskiego, zakończył walkę i wycofał się na trakt Krasnobród-Podklasztor, w tym rejonie obronę zajął II batalion. Do tego rejonu dołączyły 7 i 8 kompanie strzeleckie z III batalionu. Podjęto dalszy marsz przez Namule do Krasnobrodu, skąd po krótkim odpoczynku pułk dotarł do Podklasztoru. W Podklasztorze dołączył kpt. Tadeusz Pawełczak z 9 kompanią strzelecką i resztką 3 kompanii ckm. Ogółem III/75 pp w walce pod Białym Słupem niedaleko Zwierzyńca stracił łącznie około 200 żołnierzy, w tym 70 poległych, 45 ciężko rannych dobitych na polu walki lub zmarłych z ran.     
W rejonie Rozwadowa tabor pułku stracił kontakt z macierzystym 75 pp i maszerował oddzielnie. 25 września tabor pułku dojechał do rejonu Bełza. Dalej 27 lub 28 września przemieścił się w rejon Soborowa, gdzie zakopano sztandar pułku. W tych okolicach tabor pułkowy został rozformowany.    

##### Udział pułku w natarciu na Tomaszów Lubelski
Rano 19 września 75 pp dotarł do wsi Zielone, gdzie stanął w odwodzie 23 DP. Zgodnie z rozkazem dowódcy Grupy Operacyjnej „Jagmin” gen. bryg. Jana Jagmina-Sadowskiego pułk przygotowywał się do natarcia na Tomaszów Lubelski w składzie macierzystej 23 DP, wraz z Warszawską Brygadą Pancerno-Motorową. Zadaniem zgrupowania uderzeniowego było otwarcie drogi na południe dla pozostałej części armii przez zdobycie Tomaszowa. 75 pp otrzymał zadanie natarcia na prawym skrzydle 23 DP przez Ulów i Pasieki, a następnie na koszary, które znajdowały się na południowo zachodnim skraju miasta. W tym czasie 75 pp liczył już tylko 850 żołnierzy. Pułk nie otrzymał wsparcia artylerii, mógł jedynie liczyć na swój jeden działon z plutonu artylerii piechoty. Natarcie dywizji miało rozpocząć się o godz.20.00, więc 75 pp wyruszył na stanowiska wejściowe, jako pierwsza rozpoznawała kompania zwiadu, za nią maszerował II batalion. Po dojściu do Ulowa stwierdzono obecność w niej obsady niemieckiej. Wykonane przez II/75 pp szybkie natarcie przyniosło sukces, zdobyto Ulów.   
Po zmroku pułk wyruszył w kierunku Tomaszowa i doszedł na stanowiska wyjściowe do natarcia na wschodnim skraju lasu w odległości 800-1000 metrów od przedmieść miasta. Pułk nie otrzymał rozkazu do natarcia. Pomimo toczonych walk o Tomaszów przez pozostałe siły 23 DP i WBP-M, nie włączył się do nich. Nad ranem 20 września do 75 pp dołączyły: oddział zbiorczy 4 pułku strzelców podhalańskich i o zmniejszonych stanach III batalionu 165 pułku piechoty. Do wsparcia pułku dotarł odtworzony 19 września w Zielonej I dywizjon 23 pal składający się z dwóch baterii armat: 6/22 pułku artylerii lekkiej i 5/24 pułku artylerii lekkiej. 75 pp rozwinął się, na lewym skrzydle ugrupowania zajął stanowiska II batalion, w centrum I batalion i na prawym skrzydle III batalion. Po dołączeniu do pułku oddziału zbiorczego 4 pspodh. został on skierowany do odwodu pułku, na skrajnym prawym skrzydle zajął stanowiska III/165 pp. 20 września około godz.7.00 płk. Habowski z uwagi, że nie dotarły do niego żadne rozkazy, z własnej inicjatywy wydał rozkaz natarcia na Tomaszów. III batalion pomimo silnego ognia broni maszynowej zdołał wedrzeć się na przedmieścia Tomaszewa. Do miasta wdarła się również z II batalionu jako pierwsza 4 kompania strzelecka ppor. Alfreda Poloczka, za nią jeszcze część pododdziałów pułku: pluton pionierów i jeden z plutonów kompanii ppanc. Pomimo ciężkich strat zdobyto kilka budynków. Kompania przeciwpancerna rozbiła niemiecką kolumnę amunicyjną Przy pomocy radiostacji dowódca pułku nawiązał kontakt z dowódcą dywizji informując, że istnieje możliwość przebicia się przez niemieckie okrążenie. Jednak otrzymał rozkaz zaprzestania natarcia na miasto i przebicia się do lasów Hrebenne. Realizując rozkaz dowódcy 23 DP płk dypl. Władysława Powierzy pułk przerwał walkę. Płk. Habowski wycofał pułk przez Rabinówkę do lasu Podleśna, na wschód od Maził. Z pułku wycofało się około 300 żołnierzy z armatą polową, 6 armat ppanc i 8 ckm. Po opatrzeniu rannych pozostawiono ich w lesie pod opieką naczelnego lekarza pułku kpt. lek. Jana Maraszka. Reszta pułku przeszła do wsi Grochy, gdzie zatrzymano się na nocny odpoczynek. Straty pułku wynosiły około 300 żołnierzy. Wśród poległych i zmarłych z ran byli: ppor. Alfred Poloczek (śmiertelnie ranny), ppor. Bolesław Borzym. Wśród rannych znaleźli się: kpt. Kazimierz Timmel, ppor. Ignacy Socha, ppor. Jan Cierpiał.   
Po nocy gdzie resztki pułku spędziły we wsi Grochy, rano 21 września pod dowództwem płk. dypl. Stanisława Habowskiego podjęły marsz w kierunku Narola. Oddział 75 pp maszerował pomiędzy przemieszczającymi się kolumnami niemieckimi. Dołączyło wielu żołnierzy i oddział liczył około 500 żołnierzy. Z uwagi na nasycenie terenu oddziałami niemieckimi podzielono oddział 75 pp na dwa rzuty. I rzutem dowodził płk. dypl. Habowski, a II rzutem kpt. Pawełczak. I rzut przedarł się do wsi Łówcza, II rzut natknął się na niemieckie samochody pancerne i poniósł dotkliwe straty, ale wkrótce tam dołączył. Płk. Habowski udał się do pobliskiego dworu, a dowództwo objął kpt. Pawełczak. W międzyczasie około południa wieś Łówcza została okrążona przez oddział niemiecki, parlamentariusz poinformował o kapitulacji Armii gen. dyw. Tadeusza Piskora. Część żołnierzy zbiegła, po uszkodzeniu uzbrojenia większość żołnierzy skapitulowała.     

### Oddziały II rzutu mobilizacyjnego

#### Oddział Zbierania Nadwyżek 75 pp
Wszelkie nadwyżki mobilizacyjne pozostałe po zmobilizowaniu 75 pp i pododdziałów na jego bazie mobilizowanych z każdego garnizonu, to jest Chorzowa, Goduli, Rybnika wkrótce po zakończeniu mobilizacji przechodziły lub były transportowane jako OZN 75 pp do Kadry Zapasowej Piechoty Oświęcim II. Na bazie tych nadwyżek przybyłych do Oświęcimia podjęto mobilizację dalszych pododdziałów głównie w ramach I rzutu mobilizacji powszechnej. Wśród zmobilizowanych tam pododdziałów, znalazł się również batalion marszowy 75 pp. Kadra pułku i rezerwiści zmobilizowani przez 75 pp i KZP Oświęcim II pozostali po zmobilizowaniu wszystkich pododdziałów przewidzianych planem , zostali następnie przetransportowani do organizowanego w Tarnowie, w II rzucie mobilizacji powszechnej, w czasie X+5 Ośrodka Zapasowego 23 Dywizji Piechoty. Wraz z którym podjęli dalszą ewakuację na wschodnie tereny kraju. 
Nadwyżki 75 pp zgromadzone w Chorzowie i Oświęcimiu opuściły garnizon 3 września. Pod Rajskiem zostały częściowo rozporoszone przez niemieckie czołgi. Następnie ewakuowały się przez Kraków, Lublin, Zamość do Kołomyji, skąd miały ewakuować się po agresji sowieckiej do Rumunii. 

#### Batalion marszowy 75 pp
Zmobilizowany w Kadrze Zapasowej Piechoty Oświęcim II w ramach mobilizacji powszechnej w Oświęcimiu. Batalion pod dowództwem mjr. Jana Ciołkosza bronił mostu w Bojszowach wzmocniony działonem haubicy 100 mm. Po wycofaniu się GO „Śląsk” ze Śląska w kierunku wschodnim, batalion odszedł wraz z 23 DP w okolice Krakowa. Następnie w dniach 14–17 września maszerował trasą Lubaczów – Niemirów – Żółkiew. Wyróżnił się w czasie walk pod Tomaszowem Lubelskim. Dokładne losy jego nie są znane.
Obsada personalna batalionu marszowego 75 pp (po sformowaniu):
- dowódca batalionu - mjr Jan Ciołkosz
- adiutant batalionu - ppor. Wincenty Rachel
- dowódca kompanii - kpt. Buca
- dowódca kompanii - kpt. Karol Brandys
- dowódca kompanii - kpt. Roman Kobrzyński
- dowódca plutonu - ppor. Władysław Bałut
- dowódca plutonu - ppor. Haberko
- dowódca plutonu - ppor. Ferdynand Kabiasz.

### Mapy walk pułku w 1939
| Struktura organizacyjna i obsada personalna we wrześniu 1939 | Struktura organizacyjna i obsada personalna we wrześniu 1939                      |
| Stanowisko                                                   | Stopień, imię i nazwisko                                                          |
| Dowództwo                                                    | Dowództwo                                                                         |
| ------------------------------------------------------------ | --------------------------------------------------------------------------------- |
| dowódca pułku                                                | płk dypl. piech. Stanisław Habowski                                               |
| I adiutant                                                   | por. Stanisław Piecuch                                                            |
| II adiutant                                                  | por. rez. Marian Baranowski                                                       |
| oficer informacyjny                                          | ppor. rez. Henryk Hulok                                                           |
| oficer łączności                                             | por. Stefan Podebry                                                               |
| kwatermistrz                                                 | kpt. Michał Studziński                                                            |
| oficer płatnik                                               | kpt. Józefa Dzierżba                                                              |
| oficer żywnościowy                                           | por. Edward Kierys                                                                |
| naczelny lekarz                                              | kpt. lek. dr Jan Maraszek                                                         |
| kapelan                                                      | kpt. rez. ks. Edward Łukaszek                                                     |
| dowódca kompanii gospodarczej                                | por. Wacław Musiał                                                                |
| I batalion                                                   |                                                                                   |
| dowódca                                                      | mjr Władysław Mażewski                                                            |
| adiutant batalionu                                           | ppor. Otton Roczniok                                                              |
| oficer płatnik                                               | ppor. rez. Witold Krajewski                                                       |
| oficer żywnościowy                                           | ppor. rez. Lucjan Napieralski                                                     |
| lekarz batalionu                                             | por. lek. Witold Zawidzki                                                         |
| dowódca plutonu łączności                                    | ppor. Franciszek Kowalski                                                         |
| dowódca 1 kompanii strzeleckiej                              | kpt. Jan Franciszek Kotucz († 6 IX 1939 zamordowany)                              |
| dowódca I plutonu                                            | ppor. Witold Karnowski (†18 IX 1939)                                              |
| dowódca II plutonu                                           | ppor. Bolesław Gozdek                                                             |
| dowódca III plutonu                                          | ppor. Stefan Kulawik (do 1 IX 1939)                                               |
| dowódca 2 kompanii strzeleckiej                              | kpt. Leopold Jani                                                                 |
| dowódca I plutonu                                            | ppor. Adam Goś vel Gas                                                            |
| dowódca II plutonu                                           | ppor. Jan Hanslik                                                                 |
| dowódca III plutonu                                          | ppor. Stefan Raszka                                                               |
| dowódca 3 kompanii strzeleckiej                              | por. Stanisław Noga                                                               |
| dowódca I plutonu                                            | ppor. Czesław Arendt                                                              |
| dowódca II plutonu                                           | ppor. Jerzy Szymiczek                                                             |
| dowódca III plutonu                                          | ppor. Jan Broll                                                                   |
| dowódca 1 kompanii km                                        | por. Kazimierz Ogrodowski                                                         |
| dowódca I plutonu                                            | ppor. Henryk Rudawski († 1 IX 1939)                                               |
| dowódca II plutonu                                           | ppor. Antoni Jośko                                                                |
| dowódca III plutonu                                          | ppor. Ignacy Glenc (do 1 IX 1939)                                                 |
| dowódca IV plutonu (taczanki)                                | sierż. Jan Janusz                                                                 |
| dowódca plutonu moździerzy                                   | ppor. Herman Ficek (do 1 IX 1939)                                                 |
| II batalion                                                  |                                                                                   |

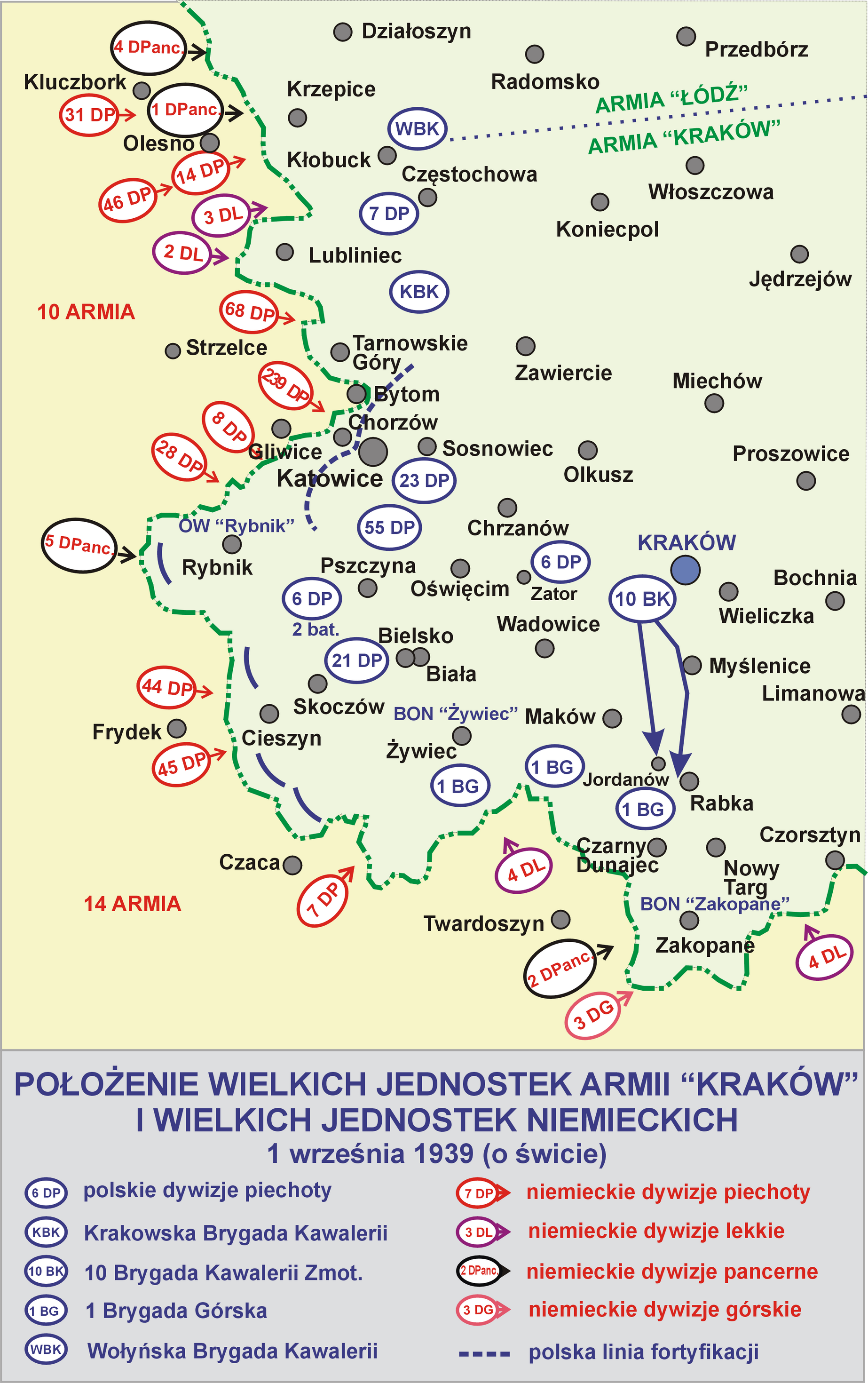
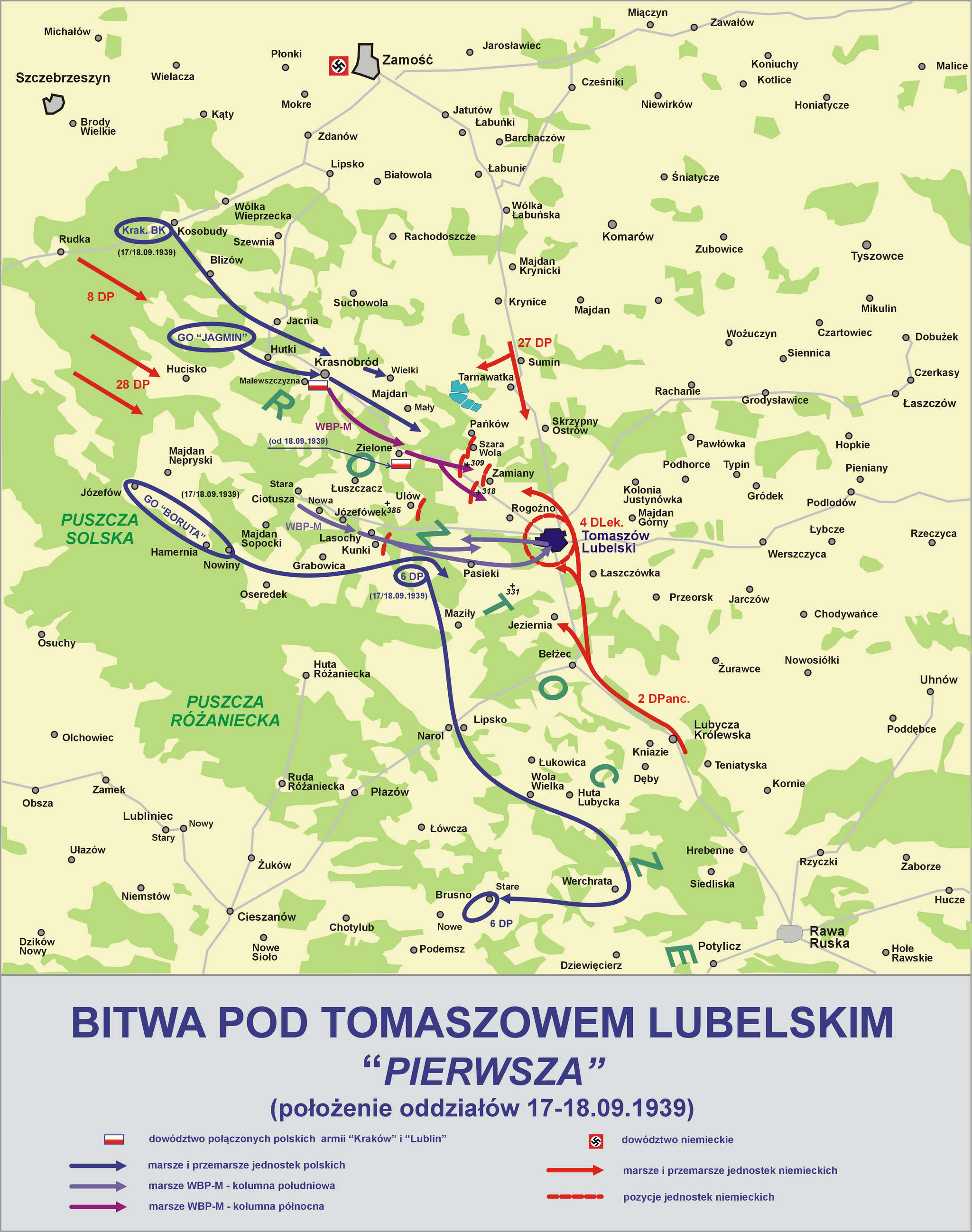

| dowódca                                                      | mjr Tadeusz Suchodolski (do 3 IX 1939) kpt. Kazimierz Jankowski (od 3 IX 1939)    |
| adiutant batalionu                                           | por. rez. Józef Majer                                                             |
| oficer żywnościowy                                           | ppor. rez. Waliczek                                                               |
| lekarz batalionu                                             | ppor. lek. Michał Zbroja                                                          |
| dowódca plutonu łączności                                    | ppor. rez. Zbigniew Jurzykowski                                                   |
| dowódca 4 kompanii strzeleckiej                              | ppor. Alfred Poloczek († 25 IX 1939)                                              |
| dowódca I plutonu                                            | ppor. Józef Urbaniak                                                              |
| dowódca II plutonu                                           | por. Kolsak                                                                       |
| dowódca III plutonu                                          | ppor. Piątkowski                                                                  |
| dowódca 5 kompanii strzeleckiej                              | kpt. Kazimierz Jankowski (do 3 IX 1939) ppor. Zbigniew Mierzwiński (od 3 IX 1939) |
| dowódca I plutonu                                            | ppor. Zbigniew Mierzwiński                                                        |
| dowódca II plutonu                                           | ppor. Erazm Życki                                                                 |
| dowódca III plutonu                                          | plut. pchor. Matuszek                                                             |
| dowódca 6 kompanii strzeleckiej                              | ppor. Konstanty Barzyski                                                          |
| dowódca I plutonu                                            | ppor. Jarosław Iwaniuk                                                            |
| dowódca II plutonu                                           | kpr. pchor. Marian Hocholski                                                      |
| dowódca III plutonu                                          | ppor. Władysław Iwanuch                                                           |
| dowódca 2 kompanii km                                        | por. Edward Jędrzejowski                                                          |
| dowódca I plutonu                                            | chor. Władysław Strabel                                                           |
| dowódca II plutonu                                           | ppor. Stanisław Moll                                                              |
| dowódca III plutonu                                          | ppor. Alojzy Biełka                                                               |
| dowódca IV plutonu (taczanki)                                | plut. Alfons Urbańczyk                                                            |
| dowódca plutonu moździerzy                                   | plut. Konrad Bijok                                                                |
| III batalion                                                 |                                                                                   |
| dowódca                                                      | mjr Tadeusz Chodorowski (†18 IX 1939) kpt. Tadeusz Pawełczak (od 18 IX 1939)      |
| adiutant batalionu                                           | ppor. rez. Stanisław Mikołajczyk                                                  |
| oficer żywnościowy                                           | ppor. rez. Herbert Piela (Piecha)                                                 |
| lekarz batalionu                                             | ppor. lek. Mirosław Mirecki (†18 IX 1939)                                         |
| dowódca plutonu łączności                                    | ppor. rez. Romuald Brodziński                                                     |
| dowódca 7 kompanii strzeleckiej                              | por. Henryk Sznajderski                                                           |
| dowódca I plutonu                                            | ppor. Józef Biedal (†1 IX 1939) ppor. Franciszek Lorenz (†18 IX 1939)             |
| dowódca II plutonu                                           | ppor. Antoni Hadrosek                                                             |
| dowódca III plutonu                                          | ppor. Roman Płużka (†18 IX 1939)                                                  |
| dowódca 8 kompanii strzeleckiej                              | kpt. Stanisław Miecznikowski                                                      |
| dowódca I plutonu                                            | ppor. Władysław Stępurski (†1 IX 1939)                                            |
| dowódca II plutonu                                           | ppor. Jan Kujawa                                                                  |
| dowódca III plutonu                                          | ppor. Władysław Pasternak (†18 IX 1939)                                           |
| dowódca 9 kompanii strzeleckiej                              | por. Franciszek Widuch                                                            |
| dowódca I plutonu                                            | ppor. Krzysztof Dzik                                                              |
| dowódca II plutonu                                           | ppor. Maksymilian Drabik                                                          |
| dowódca III plutonu                                          | ppor. Jerzy Bensz (do r. 18 IX 1939)                                              |
| dowódca 3 kompanii km                                        | kpt. Tadeusz Pawełczak                                                            |
| dowódca I plutonu                                            | ppor. Zenon W. Kustorz                                                            |
| dowódca II plutonu                                           | ppor. Zbigniew Płuszko                                                            |
| dowódca III plutonu                                          | ppor. Jan Mandziel                                                                |
| dowódca IV plutonu (taczanki)                                | st. sierż. Franciszek Wasilewski                                                  |
| dowódca plutonu moździerzy                                   | ppor. Mieczysław Filkiewicz                                                       |
| Pododdziały specjalne                                        |                                                                                   |
| dowódca kompanii zwiadu                                      | por. Jarosław Głowacki                                                            |
| dowódca plutonu konnego                                      | wachm. Bolesław Kański                                                            |
| dowódca plutonu kolarzy                                      | ppor. Jan Keller                                                                  |
| dowódca kompanii przeciwpancernej                            | por. Bernard Drzyzga                                                              |
| dowódca I plutonu                                            | ppor. Ignacy Socha                                                                |
| dowódca II plutonu                                           | ppor. Leon Kirschner                                                              |
| dowódca III plutonu                                          | ppor. Jan Ciepał                                                                  |
| dowódca plutonu artylerii piechoty                           | kpt. Jan Kostrzyca                                                                |
| zastępca dowódcy plutonu artylerii piechoty                  | ppor. rez. Hubert Gruszka                                                         |
| dowódca plutonu pionierów                                    | kpt. Kazimierz Timmel                                                             |
| dowódca plutonu przeciwgazowego                              | sierż. Józef Ptak                                                                 |
| dowódca plutonu łączności                                    | sierż. Stanisław Kuba                                                             |

## Symbole pułku
Sztandar

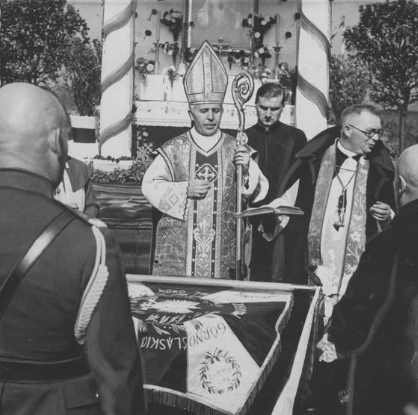
Poświęcenie sztandaru 75 pp

Sztandar, ufundowany przez społeczeństwo Poznania, wręczył pułkowi marszałek J. Piłsudski w Biedrusku 14 maja 1922 roku.
W okresie walk wrześniowych tajna kancelaria ze sztandarem pułkowym wycofywała się w taborach pułku wzdłuż osi linii Kraków – Nowy Korczyn Słupia – Pacanów – Połaniec, forsując Wisłę pod Sandomierzem i kierując się na Rozwadów – Janów Lubelski. W okolicach Rozwadowa tabor stracił łączność z dowództwem i nie odzyskał jej już do końca działań wojennych. 25 września tabory pułkowe osiągnęły rejon Bełza. Tu po raz pierwszy zakopano sztandar. W związku z brakiem kontaktu z wrogiem odkopano go jednak i maszerowano dalej. 27 lub 28 września tabor dotarł do Suborowa, gdzie w pobliżu lasu, około 100 m od skraju i dróżki prowadzącej do niego, ponownie zakopano sztandar.
Muzeum Wojska Polskiego podjęło próbę odszukania sztandaru. Na podstawie map nie udało się jednak zlokalizować miejsca ukrycia w sposób nie budzący wątpliwości i pozwalający na podjęcie akcji w terenie. Tereny te zostały doszczętnie zniszczone podczas walk z UPA w latach 1944–1946.
Odznaka pamiątkowa
21 czerwca 1929 roku Minister Spraw Wojskowych marszałek Polski Józef Piłsudski zatwierdził wzór i regulamin odznaki pamiątkowej 75 pp. Odznaka o wymiarach 44x38 mm ma kształt sześcioboku uformowanego ze stylizowanego wieńca laurowego, pokrytego zieloną emalią. Na wieniec nałożony jest srebrny orzeł bez korony, ze złotym ryngrafem na piersi. Orzeł wsparty jest na emaliowanej tarczy, na której wpisano numer „75”. Tarcza nałożona jest na dwa skrzyżowane miecze o srebrnych klingach i złotych rękojeściach. Odznaka oficerska, dwuczęściowa, wykonana w srebrze, złocona i emaliowana. Autorem projektu odznaki był Władysław Gościński, a wykonawcą Wiktor Gontarczyk z Warszawy.

## Strzelcy bytomscy
Dowódcy pułku
- mjr piech. Roman Witorzeniec (17 V 1919 – 10 III 1920)
- por. piech. Paweł Urban[f] (10 III – 6 VI 1920)
- kpt. / ppłk piech. Władysław Langner (7 VI 1920 – 9 III 1923 → dowódca 40 pp)
- ppłk piech. Tadeusz Wołkowicki (od 9 III 1923[70])
- ppłk / płk piech. Wacław Klaczyński (V 1928[71] – X 1936 → II dowódca piechoty dywizyjnej 23 DP)
- płk dypl. piech. Stanisław Antoni Habowski (1 X 1936 – 20 IX 1939)

Zastępcy dowódcy pułku
- mjr / ppłk piech. Augustyn Skokowski (18 II 1922[73] – IV 1928 → praktyka poborowa w PKU Królewska Huta[74])
- ppłk SG Józef Wiatr (V – XI 1928)
- ppłk piech. Bolesław Mirgałowski (XI 1928[75] – II 1932[76])
- ppłk piech. Franciszek Kubicki (od VI 1932)
- ppłk piech. Albin Rogalski (do VIII 1939 → dowódca 203 pp[77])

II zastępca (kwatermistrz)
- mjr piech. Jan Ciołkosz (IV 1934 – 1939)

### Żołnierze 75 pułku piechoty – ofiary zbrodni katyńskiej
Biogramy ofiar zbrodni katyńskiej znajdują się między innymi w bazach udostępnionych przez Ministerstwo Kultury i Dziedzictwa Narodowego oraz Muzeum Katyńskie.
| Nazwisko i imię             | stopień               | zawód             | miejsce pracy przed mobilizacją      | zamordowany |
| --------------------------- | --------------------- | ----------------- | ------------------------------------ | ----------- |
| Adam Władysław              | por. rez.             | prawnik, dr       | praktyka w Rybniku                   | Katyń       |
| Bączkowicz Szymon           | ppor. rez.            | nauczyciel        | gimnazja w Rybniku i Chorzowie       | Katyń       |
| Bieńkowski Stanisław        | ppor. rez.            | nauczyciel        | Szkoła Powszechna nr 2 w Zawierciu   | Katyń       |
| Bojanowski Szymon           | por. rez.             | inżynier chemik   | dyrektor koksowni w Orzegowie        | Katyń       |
| Cichobłaziński Zbigniew     | ppor. rez.            | urzędnik          | dyżurny ruchu Katowice-Szopienice    | Katyń       |
| Ciołkosz Jan                | major                 | żołnierz zawodowy |                                      | Katyń       |
| Cycoń Stanisław             | kpt.                  | żołnierz zawodowy |                                      | Katyń       |
| Dmochowski Czesław          | por. rez.             | inżynier          | sztygar kopalni „Chorzów”            | Katyń       |
| Domiczek Witold             | ppor. rez.            | nauczyciel        | szkoła w Hajdukach Wielkich          | Katyń       |
| Gadzinowski Mieczysław      | por. lekarz           | żołnierz zawodowy |                                      | Katyń       |
| Gałkowski Kazimierz         | ppor. rez.            | urzędnik          | Fabryka Papieru „Steinhagen” Myszków | Katyń       |
| Hess Kazimierz              | por. rez.             | nauczyciel        | Szkoła Powszechna w Pszowie          | Katyń       |
| Jakubiński Roman Michał     | ppor. rez.            | nauczyciel        | szkoła powszechna w Chorzowie        | Katyń       |
| Jakubowski Józef            | ppor. rez.            | nauczyciel        | dyr. Gimnazjum w Boguminie           | Katyń       |
| Jóźwiak Jan Franciszek      | ppor. rez.            |                   |                                      | Katyń       |
| Kopeć Józef                 | ppor. rez.            | nauczyciel        | gimnazjum w Rybniku                  | Katyń       |
| Krajewski Jarosław          | por. rez.             |                   | Miejska Kolej Elektryczna w Krakowie | Katyń       |
| Kubik Lucjan                | ppor. rez.            |                   |                                      | Katyń       |
| Kwieciński Jan Antoni       | ppor. rez.            | nauczyciel        | Szkoła Powszechna w Kopkach          | Katyń       |
| Lipina Jerzy                | ppor. rez.            |                   |                                      | Katyń       |
| Matuszkiewicz Ludwik        | ppor. rez.            | kupiec            |                                      | Katyń       |
| Michalik Paweł Adolf        | ppor. rez.            |                   |                                      | Katyń       |
| Mijal Franciszek            | por. rez.             |                   |                                      | Katyń       |
| Musiałek Wacław             | ppor. rez.            | buchalter         |                                      | Katyń       |
| Niemyski Eugeniusz          | por. rez.             | technik chemik    | pracownik apteki                     | Katyń       |
| Niewrzałkiewicz Marian      | ppor. rez.            |                   |                                      | Katyń       |
| Otto Marian                 | ppor. rez.            | chemik            | Zakład Chemii Organicznej UJ         | Katyń       |
| Poloczek Engelbert          | ppor. rez.            | urzędnik          | Huta „Batory”                        | Katyń       |
| Pucek Karol                 | ppor. rez.            | urzędnik          |                                      | Katyń       |
| Rudawski Jan                | ppor. rez.            | handlowiec        | Stalownia Braci Woźniak w Sosnowcu   | Katyń       |
| Schimsheimer Wilhelm        | ppor. rez.            | nauczyciel        | szkoła w Siedlcu Dużym               | Katyń       |
| Serkes Eustachy             | ppor. rez.            | nauczyciel        |                                      | Katyń       |
| Skoczeń Jan                 | por. rez.             | nauczyciel        | szkoła zawodowa w Rybniku            | Katyń       |
| Słania Paweł Grzegorz       | ppor. rez.            | absolwent UJ      |                                      | Katyń       |
| Sowa Bronisław              | ppor. rez.            | nauczyciel        | szkoła na Śląsku                     | Katyń       |
| Szostkiewicz Leon           | ppor. rez.            | inżynier chemik   |                                      | Katyń       |
| Szota Stefan                | ppor.                 | nauczyciel        | szkoła w Chropaczowie                | Katyń       |
| Urbanowicz Wiktor           | ppor. rez.            | prawnik           | Śląski Urząd Wojewódzki              | Katyń       |
| Wajda Karol Konrad          | kpt.                  | żołnierz zawodowy |                                      | Katyń       |
| Wanat Jerzy Seweryn         | ppor. rez.            | nauczyciel        | szkoła w Rybniku                     | Katyń       |
| Zbroja Franciszek Józef     | ppor. rez.            | lekarz            | praktyka w Królewskiej Hucie         | Katyń       |
| Zieliński Antoni (ur. 1904) | ppor. rez.            | nauczyciel        | Szkoła Powszechna w Chropaczowie     | Katyń       |
| Żochowski Edmund            | por. rez.             | nauczyciel        | szkoła w Piekarach Śląskich          | Katyń       |
| Żuraniewski Jan             | ppor. rez.            | nauczyciel        | szkoła powszechna na Śląsku          | Katyń       |
| Andrzejewski Edward         | podporucznik piechoty |                   |                                      | Charków     |
| Jankowski Władysław         | kapitan               | żołnierz zawodowy |                                      | Charków     |
| Jaroch Maciej               | porucznik w st. sp.   | lekarz            |                                      | Charków     |
| Kalinowski Bolesław         | podporucznik rezerwy  | nauczyciel        |                                      | Charków     |
| Łomozik Wilhelm             | podporucznik rezerwy  | technik górnictwa | Kopalnia „Św. Barbara” w Katowicach  | Charków     |
| Mierzwiński Zdzisław        | podporucznik          | żołnierz zawodowy |                                      | Charków     |
| Mieszalski Aleksander       | podporucznik rezerwy  | dziennikarz       | pracował w Chorzowie                 | Charków     |
| Müller Alfred               | podporucznik rezerwy  | nauczyciel        | szkoła powszechna                    | Charków     |
| Perek Tadeusz Edmund        | podporucznik rezerwy  | inżynier leśnik   | Nadleśnictwo Chybie                  | Charków     |
| Ryziński Bolesław           | kapitan dyplomowany   | żołnierz zawodowy | (e)                                  | Charków     |
| Serwatko Wacław             | podporucznik rezerwy  | technik hutnik    | Huta „Kościuszko” w Chorzowie        | Charków     |
| Szczęsny Edmund             | podporucznik rezerwy  |                   |                                      | Charków     |
| Urbański Paweł              | podporucznik rezerwy  |                   |                                      | Charków     |
| Wieszołek Paweł             | podporucznik rezerwy  | nauczyciel        | szkoła w Lipinach                    | Charków     |
| Kawalerski Zbigniew         | por. rez.             | radca prawny      |                                      | ULK         |

## W kulturze popularnej
- W utworze Puść mnie matko do powstania (sł. Tadeusz Kijonka, wyk. Dżem) podmiot liryczny uprasza matkę o zezwolenie na dołączenie do oddziałów powstańczych. Jak twierdzi,

Do "Bytomskich Strzelców" muszę, bo to pułk wsławiony.